# 朝倉理恵
朝倉 理恵（あさくら りえ、1953年4月5日 - ）は、東京都出身で1970年代に活動した日本の歌手、女優。

## 人物
東芝レコードが結成した少年合唱団シンギングエンジェルスの合唱団員として音楽活動を始め、後にソロとなり桜井 妙子名義で童謡やアニメソングやCMソングなどを歌っていた。
また映画俳優としても活動実績があり、特撮テレビ映画『スペクトルマン』（フジテレビジョン）などにも出演している。
1972年に当時のCBSソニー（現在のソニー・ミュージックエンタテインメント）のオーディションに合格し、1973年「あの場所から」で朝倉理恵としてデビュー。

## ディスコグラフィー

### 桜井妙子名義
- エンジェルちゃんの童謡アルバム
- 子供のふるさと
- ちっちゃなひみつ（『小さなスーパーマン ガンバロン』挿入歌）
- ミスターアンデルセン [昭和キッズ3、アニメ特撮主題歌全集4 ほか]
- 幸せをはこぶメルモ [昭和キッズ4、アニメ特撮主題歌全集5 ほか]
- ムーミン谷のうた [昭和キッズ5、テレビまんが懐かしのB面コレクション ほか]
- ララバイオブダイゴロウ（『怪獣大奮戦 ダイゴロウ対ゴリアス』挿入歌）
- 向こう3軒両隣り [コクミンHits少年探偵団-懐かしのラジオテレビテーマ]
- バス通り裏 [コクミンHits少年探偵団-懐かしのラジオテレビテーマ]
- 童謡、抒情歌(詳細不明) [てあそびうた、特撰抒情歌100 など数種類]
- 私の髪は糸車(CM) [伊藤アキラCM傑作選]
- おうま [親子で歌いつごう 日本の歌百選]
- 真琴のテーマ（『コートにかける青春』挿入歌）

[ ]は収録しているCD、昭和キッズ…昭和キッズTVシングルス

### 朝倉理恵名義
- 全てCBS・ソニーからリリース。

#### シングル
| #  | 発売日          | A/B面 | タイトル                   | 作詞         | 作曲         | 編曲       | 規格品番 |
| -- | --------------- | ----- | -------------------------- | ------------ | ------------ | ---------- | -------- |
| 1  | 1973年 2月21日  | A面   | あの場所から               | 山上路夫     | 筒美京平     | 高田弘     | SOLB-2   |
| 1  | 1973年 2月21日  | B面   | ひとりの部屋               | 衣田有希     | 子門真人     | 高田弘     | SOLB-2   |
| 2  | 1973年 7月21日  | A面   | 坂の上のアパート           | 山上路夫     | 筒美京平     | 高田弘     | SOLB-54  |
| 2  | 1973年 7月21日  | B面   | 眠れない夜                 | 山上路夫     | 筒美京平     | 高田弘     | SOLB-54  |
| 3  | 1973年 11月21日 | A面   | さよなら、今日は           | 安井かずみ   | 坂田晃一     | 坂田晃一   | SOLB-87  |
| 3  | 1973年 11月21日 | B面   | 港の詩                     | 山上路夫     | 筒美京平     | 高田弘     | SOLB-87  |
| 4  | 1974年 5月1日   | A面   | 誰のために愛するか         | 山口洋子     | 坂田晃一     | 坂田晃一   | SOLB-132 |
| 4  | 1974年 5月1日   | B面   | 風の中の日々               | 山口洋子     | 坂田晃一     | 坂田晃一   | SOLB-132 |
| 5  | 1974年 8月1日   | A面   | ダーちゃんどこへ行く       | 岩谷時子     | いずみたく   | 青木望     | SOLB-167 |
| 5  | 1974年 8月1日   | B面   | 鐘を鳴らすのはだれ         | 岩谷時子     | いずみたく   | 青木望     | SOLB-167 |
| 6  | 1975年 2月21日  | A面   | ひとさし指                 | 安井かずみ   | 浜圭介       | 森岡賢一郎 | SOLB-223 |
| 6  | 1975年 2月21日  | B面   | お見舞い                   | 新美真之     | 浜圭介       | 森岡賢一郎 | SOLB-223 |
| 7  | 1975年 9月21日  | A面   | 春の雨はやさしいはずなのに | 小椋佳       | 小椋佳       | 萩田光雄   | SOLB-314 |
| 7  | 1975年 9月21日  | B面   | 武蔵野にて                 | 杉紀彦       | 坂田晃一     | 坂田晃一   | SOLB-314 |
| 8  | 1976年 3月21日  | A面   | つる姫じゃ〜っ!            | まことちゃん | まことちゃん | 高田弘     | SOLB-398 |
| 8  | 1976年 3月21日  | B面   | 月になった恋人             | 山口洋子     | 坂田晃一     | 坂田晃一   | SOLB-398 |
| 9  | 1979年 4月1日   | A面   | きみはねこじゃない         | 香山美子     | 小森昭宏     | 小森昭宏   | 05SH-490 |
| 9  | 1979年 4月1日   | B面   | ヒッコリーのきのみ         | 香山美子     | 小森昭宏     | 小森昭宏   | 05SH-490 |
| 10 | 1979年 6月21日  | A面   | 8時だヨ!ふた子のモンチッチ | 伊藤アキラ   | 小林亜星     | 高田弘     | 05SH-538 |
| 10 | 1979年 6月21日  | B面   | ふた子のモンチッチ天使     | 伊藤アキラ   | 小林亜星     | 高田弘     | 05SH-538 |

#### アルバム

##### ベスト・アルバム
- GOLDEN☆BEST limited 朝倉理恵（2010年8月25日／DYCL-246）
  - 未発表音源「イアラ」収録。

##### コンピレーション・アルバム
1980年12月にCBS・ソニーから出たアニメソングのオムニバスアルバムに「ドラえもんのうた」「花の子ルンルン」のカバー2曲で参加している。これが「朝倉理恵」名義では最後の仕事。

### 桜井たえこ名義 コロムビア発売のシングル(EP)
- あの子（B面は石川進の「綿菓子旅行」）1977年3月

この頃はまだCBS・ソニーとの契約がまだ残っていたため、コロムビアやビクターでの仕事では朝倉理恵という名前が使えなかった。

### タイアップ曲
| 年     | 楽曲                       | タイアップ                                                      |
| ------ | -------------------------- | --------------------------------------------------------------- |
| 1973年 | さよなら、今日は           | 日本テレビ系テレビドラマ「さよなら・今日は」挿入歌              |
| 1974年 | 誰のために愛するか         | テレビ朝日系テレビドラマ「誰のために愛するか」主題歌            |
| 1976年 | つる姫じゃ〜っ!            | 漫画「つる姫じゃ〜っ!」イメージソング                           |
| 1979年 | きみはねこじゃない         | テレビ朝日系テレビアニメ「シートン動物記 りすのバナー」OPテーマ |
| 1979年 | ヒッコリーのきのみ         | テレビ朝日系テレビアニメ「シートン動物記 りすのバナー」EDテーマ |
| 1979年 | 8時だヨ!ふた子のモンチッチ | 「モンチッチ」イメージソング                                    |
| 1979年 | ふた子のモンチッチ天使     | 「モンチッチ」イメージソング                                    |

## 出演

### 映画
- おくさまは18才 新婚教室 - 女子高生役で、主演の岡崎友紀の隣りの席に座っていた。

### テレビドラマ
- スペクトルマン （1971年 - 1972年、フジテレビ /  ピー・プロダクション）- 4代目女性Gメン 柳田弘美役　※第40話 - 第63話
- コートにかける青春（1971年 - 1972年、フジテレビ / 東宝）
- 刑事くん第1部　第26話「ひびけおれたちの歌」（1972年、TBS / 東映）
- さよなら・今日は（1973年 - 1974年、日本テレビ）

### テレビアニメ
- アパッチ野球軍 - 花子役[7]

### バラエティ
- おはよう!こどもショー

## エピソード
月刊平凡1973年7月号のインタビューで、尊敬する歌手はキャロル・キングと述べている。

## 引退後
1984年5月に発行された音楽雑誌『季刊リメンバー』Vol6の本人へのインタビューによると、しばらくしてタバタ音楽事務所を辞めている。おそらく同時期にCBS・ソニーとの契約も切れたと思われる。レコード店勤務を経て79年に童謡/アニメ歌手として復帰した際は事務所に所属せず、フリーで仕事をしていた。童謡/アニメ歌手→アイドル歌手→再び童謡/アニメ歌手、という道をたどった人というのはあまり多くはなく、他には『君スタ』出身の三純和子（小野木久美子→三純和子→かおりくみこ）がいる。その後、CBSソニーに入社し、酒井政利プロデューサー（歌手時代の担当プロデューサー）の秘書として働いていたが、その後の消息は不明である。